# Altas Cityline
De Altas Cityline of Altas Novus Cityline is een midibus van de Litouwse busfabrikant Altas Auto. De midibus is gebaseerd op de Mercedes-Benz Sprinter en werd in 2013 voor het eerst geïntroduceerd. In 2021 werd de elektrische versie op de markt gebracht onder de naam Novus Cityline.

## Versies
Er zijn anno 2025 drie versies van de Cityline.
- Cityline: 7,4m elektrische of dieselversie
- Cityline L: 7,8m dieselversie
- Cityline LW: 7,7m elektrische versie

Daarnaast werd in het verleden de Cityline ook gebouwd op basis van een MAN-bestelbus.

## Technische specificaties
De technische specificaties van de Cityline zijn:
|                    | Novus Cityline (elektrisch) | Cityline diesel | Cityline L  | Novus Cityline LW |
| ------------------ | --------------------------- | --------------- | ----------- | ----------------- |
| Lengte             | 7 367 mm                    | 7 367 mm        | 7 767 mm    | 7 667 mm          |
| Breedte            | 2 020 mm                    | 2 020 mm        | 2 020 mm    | 2 020 mm          |
| Hoogte             | 2 880 mm                    | 2 880 mm        | 2 880 mm    | 2 880 mm          |
| Wielbasis          | 4 325 mm                    | 4 325 mm        | 5 125 mm    | 5 025 mm          |
| Aantal deuren      | 1                           | 1               | 1           | 1                 |
| Aandrijfsysteem    | Elektrisch                  | Diesel          | Diesel      | Elektrisch        |
| Motor              | Elinta Motors               | Dieselmotor     | Dieselmotor | Elinta Motors     |
| Zitplaatsen1       | 14 - 16                     | 14 - 16         | 14 - 16     | 14 - 16           |
| Rolstoelplaatsen   | 1                           | 1               | 1           | 1                 |
| Totaal capaciteit2 | 22                          | 22              | 22          | 22                |

1 = Afhankelijk van de indeling; 2 = incl. chauffeur

## Inzet
In Nederland wordt de Cityline ingezet door Qbuzz en het GVB.
| Bedrijf                    | Type                        | Serie                                    | Aantal    | Inzet                             | Opmerking                                                  | Afbeelding |
| Duitsland                  | Duitsland                   | Duitsland                                | Duitsland | Duitsland                         | Duitsland                                                  | Duitsland  |
| -------------------------- | --------------------------- | ---------------------------------------- | --------- | --------------------------------- | ---------------------------------------------------------- | ---------- |
| Stadtbus Goslar            | Cityline MAN                | M AN 1294 1002                           | 2         | Goslar                            | M AN 1294 was een proefbus Beide bussen zijn buiten dienst |            |
| Transdev Rhein-Main        | Cityline diesel             | 3998 - 3999                              | 2         | Stadsdienst Frankfurt am Main     |                                                            |            |
| Luxemburg                  |                             |                                          |           |                                   |                                                            |            |
| Autocars Emile Frisch      | Cityline L                  | EF 1514 - EF 1516 EF 1518                | 4         | Kanton Esch-sur-Alzette           |                                                            |            |
| Autocars Meyers S.A.       | Cityline diesel             | AM 5567                                  | 1         | Kanton Wiltz                      |                                                            |            |
| Autocars Meyers S.A.       | Cityline L                  | AM 5568 - AM 5569                        | 2         | Kanton Wiltz                      |                                                            |            |
| Voyages Vandivinit         | Cityline L                  | VV 2168                                  | 1         | Kanton Remich                     |                                                            |            |
| Voyages Vandivinit         | Novus Cityline diesel       | VV 2065                                  | 1         | Kanton Remich                     |                                                            |            |
| Nederland                  |                             |                                          |           |                                   |                                                            |            |
| GVB                        | Cityline diesel             | 1504 - 1505                              | 2         | Amsterdam (Gelderlandpleinlijnen) |                                                            |            |
| Qbuzz                      | Cityline diesel             | 1901 - 1917                              | 17        | Friesland                         |                                                            |            |
| U-OV (Qbuzz)               | Cityline diesel             | 4320 - 4332                              | 13        | Utrecht                           | In dienst bij Pouw Vervoer. 4324 is geëxporteerd.          |            |
| Zwitserland                |                             |                                          |           |                                   |                                                            |            |
| Globe Limo                 | Novus Cityline LW           | 2159 - 2160 2166 - 2169 2191 - 2194 2225 | 11        | Kanton Genève                     | Rijden in opdracht van TPG                                 |            |
| Genève-Tours SA            | Novus Cityline (elektrisch) | 2091 - 2094                              | 4         | Kanton Genève                     | Rijden in opdracht van TPG                                 |            |
| Genève-Tours SA            | Novus Cityline LW           | 2195 - 2197                              | 3         | Kanton Genève                     | Rijden in opdracht van TPG                                 |            |
| Zugerland Verkehrsbetriebe | Novus Cityline (elektrisch) | 133 - 134                                | 2         | Kanton Zug                        |                                                            |            |

Op 30 januari 2025 werd bekend dat Deutsche Bahn ook bussen had besteld bij Altas, waaronder de elektrische variant van de Cityline. Ook vanuit Scandinavië werden sinds 2021 bestellingen gedaan. In het Verenigd Koninkrijk wordt de Cityline in samenwerking met busbouwer EVM geproduceerd.